# Беовульф
«Беову́льф» — пам'ятка стародавнього англосаксонського героїчного епосу з германським типом віршування та написання, його найвідоміший зразок (зі збережених). Це найстарша з усіх національних епічних поем середньовічної Європи. Пам'ятка дійшла до нас у рукописі давньоанглійською мовою кінця Х століття, що ледь не згорів під час пожежі у XVIII столітті (нині цей примірник лежить у Британському музеї у Лондоні). У VIII столітті, автор розповів версію подій, що могли би відбутися у VI столітті, а його послідовники продовжували переповідати її доти, доки хтось у X столітті це записав.
«Беовульф» складається з двох частин, поміщений на 70 аркушах пергаменту, має 3182 вірші (рядки) які об'єднанні у 43 глави: вірш тонічний, типово старогерманський. Герой поеми — воїн з племені геатів (германське плем'я з півдня Швеції) на ім'я Беовульф. Це ім'я дослівно перекладається як «Вовк у бджолах» (тобто це метафора (кенінґ) до ведмедя — саме тому герой віддає перевагу рукопашному бою; наче ведмідь, він душить противника у своїх обіймах).
У першій частині, більшій за розмірами, Беовульф у молодості перемагає страховиська Ґренделя (нащадка Каїна) і звільняє від цієї погані Данію. А у другій — похилий віком король Беовульф, що врядував ґаутами 50 років, убиває дракона, який загрожує його країні, але внаслідок поранень помирає.

## Історія твору
Пам'ятку записано у X—XI столітті. Після вторгнення норманів, про неї забули аж до XVI століття, допоки у 1563 році англійський антиквар Лоренс Ноувелл не підписав манускрипт своїм ім'ям. Кодекс Ноувелла (так інколи називають рукопис), пізніше потрапив до бібліотеки колекціонера сера Роберта Коттона (1571—1631); теперішнє кодування манускрипту (British Library, Cotton Vitellius A.XV) взято з класифікації бібліотеки Коттона, де книжки зберігалися на полицях поряд з бюстами римських імператорів.
В 1731 році, 23 жовтня, коли колекція Коттона зберігалася в Ешбернгем Гаус у Вестмінстері, чекаючи на свою передачу до майбутнього Британського музею, пожежа пошкодила і знищила тисячі томів і ледь не поглинула манускрипт з «Беовульфом». Попри те, що манускрипт був унесений до каталогу Гампфрея Ванлі у 1705 році, аж до кінця XVIII століття вчені не дорожили вмістом цього обгорілого обвугленого рукопису. У 1787 році переписувач, який отримав доручення від ісландського філолога Ґрімура Торкеліна, зробив копію поеми; згодом Торкелін навідався до Британського музею і зробив свою власну копію. Саме ця копія Торкеліна — безцінна, адже вона допомагає визначити текст пошкоджених країв манускрипту.
У 1815 році він видає поему латинською мовою, але його переклад швидко витісняють інші кращі видання. Фактично, манускрипт є сумішшю двох текстів, яких обєднав сам сер Коттон. Перший має назву Southwick Codex, що є написанням монологів ченців ХІІ століття з латинської на давньоанглійську. Другий же Nowel Codex, був придбаний Робертом у Лічфільдському Соборі у ~1563 році вченим,колекціонером картографом-лінгвістом за обмін на інший твір від Коттона. Nowel Codex окрім епосу частини про «Беовульфа» містить «Страсті Святого Христофора» «Ілюстрації до поеми "Дивини Сходу"» «Лист Алксандра до Арістотеля» та «Книга Юдити», швидше за все усі ці Тексти були обєднанні особою,що колекціонувала історії про чудовиськ та монстрів зі всього світу " У «Ілюстрації до поеми "Дивини Сходу"» є цілий бестіарій,якраз з ілюстраціями дивних істот. Разом ці "Кодекси" створили манускрипт «Cotton Vitellius A.XV»

## Історичне підґрунтя

Розташування племен

Попри те, що це староанглійська поема, вона зосереджує свою увагу на геатах (плем'я, яке жило у південній частині Швеції, аж доки під кінець VI століття їх не перемогли їхні вороги, шведи) та данах. Допускається, що пам'ятка була створена у VIII столітті й зображає скандинавське суспільство VI століття.
Деякі з персонажів, такі як Гіґелак (король Беовульфа) та Гротґар (данський король) згадуються й в інших джерелах, зокрема у праці Григорія Турського, який датував Гіґелаковий набіг на територію франків 521 роком. Пізніші згадки трапляються у «Діяннях данів» Саксона Граматика, «Колі Земному» (ісландському збірнику саґ) Сноррі Стурлусона та у «Англосаксонських хроніках» (найдавнішому літописі Англії).
«Беовульф» фактично побудований на казково-фантастичному матеріалі, отже лише конкретна місцевість, назви народів та королівські імена VI століття пов'язують його з дійсністю.

## Сюжет

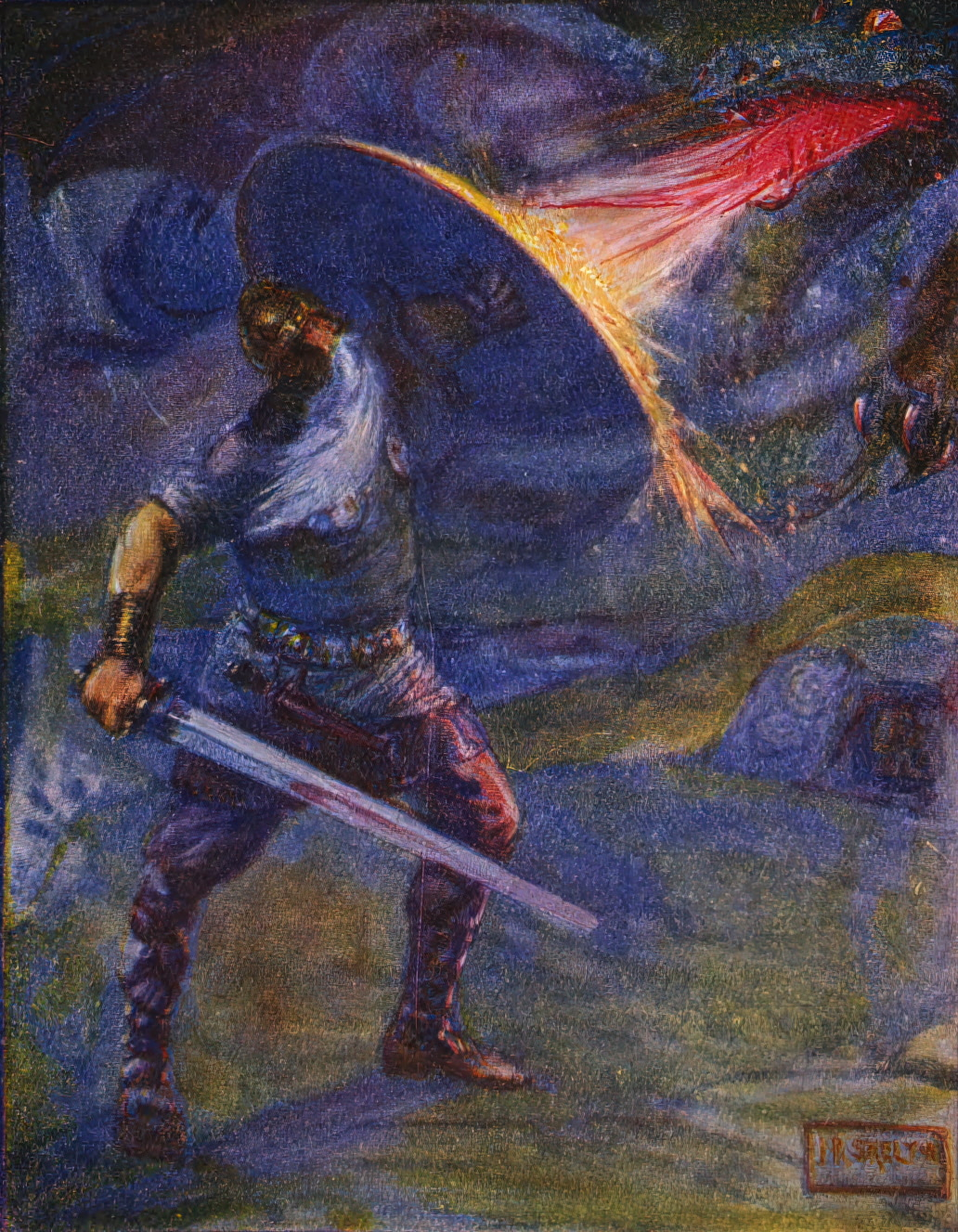
Битва Беовульфа з драконом. Ілюстрація Джозефа Реткліффа Скелтона, 1908 р.

Перша частина. Події відбуваються у Скандинавії (Данія та південь сучасної Швеції). У величній вино залі Геороту, помешкання видатного конунга Гродґара, бенкетували дружинні воїни з племені данів. Але радісні бенкети довго не протривали: про них дізналась грізна потвора Ґрендель. Ось уже 12 зим (умовна міра часу, що означає: близько 12 років) він нападає на Георот, винищуючи найкращих та найшанованіших воїнів конунга. Молодий Ґеатський ( більш сучасне називання Готський) тан Беовульф, відомий своєю силою та вправністю зі зброєю, він вирушає морем з дружинниками на допомогу Гродґару, пам'ятаючи про гостинність, яку конунг виявив до його батька Еджетеова, коли той вигнанцем змушений був залишити рідні землі. Він сам долає Ґренделя у нічному двобої, вирвавши тому руку, і той помирає у своєму лігві. Щоб помститися за чудовиська, з підводної печери з'являється ще страшніший ворог — мати Ґренделя. Вона обезголовлює витязя Ескгере і залишає його голову на березі моря. Беовульф, як месник, забиває потвору в її ж таки лігві.
Друга частина. Беовульф — на той час уже конунг Ґеатів — стає на поєдинок з драконом, який мстить і палить села за те, що якийсь пастух викрав частину його скарбу. Разом з Віґлафом (єдиним дружинником що не втік від страху перед драконом) вони б'ються проти сильного чудовиська. Дракона вбито, але й Беовульф отримує смертельне поранення. Автор розглядає це не як трагедію, а радше як гідний вінець життя героя. Дружина на чолі з доблесним Віґлафом урочисто спалює тіло Беовульфа та драконів скарб на поховальному вогнищі, та закопують прах героя на кургані з прекраснішого поля, біля берегу неспокійних морських хвиль.
Як і в інших творах давньогерманського епосу, поряд з діями героїв велика увага приділяється їхнім словам, у яких розкриваються характери, розум та цінності героїв, які служать ідеалам своєї епохи. Їхні слова також використовують для подачі додаткових сюжетних ліній, передісторії та інших відомостей. Наприклад, підводній битві з матір'ю Ґренделя передує розповідь Беовульфа про те, як він із приятелем ще підлітками запливли у море, як його затягла у глиб морська потвора і він там під водою перебив ту підводну погань.

## Аналіз

### Жанр
«Беовульф» — епічна поема. Благородний Беовульф — епічний герой, який зображує свою культуру, володіє великою військовою майстерністю і безсмертними чеснотами. Є й декілька інших елементів епічної поеми: піднесений тон і стиль, розтягнута оповідь, генеології, залучення надприродного (у формі чудовиськ, драконів і велетнів), чаклунство, морська подорож.
Джон Рональд Руел Толкін стверджував, що «Беовульф» — елегія. Це героїко-елегійна поема; у якомусь сенсі перші 3136 рядків це прелюдія до поховальної пісні: «багаття погребне воздвигли для нього неабияке». Інші ж 52 це або прелюдія до нових подвигів, або опис персонажів.

### Структура
Поема тривершинна: бій з Ґренделем, бій з його матір'ю, бій з драконом. Всі ці три епізоди пов'язані процесом наростання: кожного разу перемога здобувається все тяжче і тяжче. Беовульф б'ються з Ґренделем як тан, з матір'ю Ґренделя як месник, а з драконом як король. Кожен бій символізує ще й певну частину тіла. У бою з Ґренделем увагу аккцентовано на відрубаній руці Ґренделя, у бою з матір'ю Ґренделя — на голові, адже Беовульф забирає відрубану голову матері. У битві Беовульфа з драконом увагу акцентовано на серці. Також наявна зміна стихій (земля, вода, повітря, вогонь).

### Мова
Давньоанглійську поезію складали та декламували скопи(придворні співаки-поети у варварських володарів). Перед тим як «Беовульфа» записали, поему протягом декількох століть переказувано з уст в уста. Доказом цього є те, що мова вже записаної версії містить не тільки західно-саксонські форми, а й анґлські, мерсіянські, кентські та нортумбрійські регіональні елементи.
Мова одночасно архаїчна та велична. Поема починається зі слова «Hwaet», староанглійського еквівалента «давним-давно». Читач повертається у туманну минувшину, де історичні персонажі співіснують з чудовиськами та драконами. Інша головна особливість віршованих рядків є кенінґи — об'єднанні слова та фрази, що творять метафору. Фрази на позначення моря включають: «дорога лебедя», «ванна баклана» та «дорога кита».

### Казкові мотиви
У поемі зустрічаємо багато казкових мотивів. Боротьба зі змієм чи драконом, що стереже скарб — поширена тема казок багатьох народів.
Прихід героя за власним бажанням на допомогу знедоленим, його суперечка з опонентом (обмін промовами між Беовульфом та Унфертом), випробування хоробрості (розповідь про змагання у плаванні Беовульфа і Брике), вручення йому чарівної зброї (меч Ґрунтінґ), порушення героєм заборони (Беовульф відбирає скарб, що над ним тяжіє прокляття, у поєдинку з драконом, помічник у єдиноборстві героя із ворогом (допомога Віґлафа) — все це елементи чарівної казки.

### Християнські елементи
Поетова прихильність до християнства невиразна ,хоча ця релігія на час створення епосу було вже добре відома та поширена по Європі. Жоден із персонажів не згадує ні Христа, ні Діви Марії, ні Святого Духа, ні апостолів, ні святих. Ніхто не хреститься, не читає молитов перед боєм, не дякує Богу за перемогу, навіть головного. Натомість головного героя хоронять (хоч і за Давньоскандинавською традицією - поховання під курганом - це схоже на спосіб хороніння у Християнстві) згадується Бог-творець, Отець Вседержитель, Каїн та Авель. Таким чином, наявний тільки матеріал Старого Заповіту.
Скоріше за все Авторів Nowel Codex було декілька, при цьому відомо про два основних які робили великі правки щодо тексту, їх називають ScribeA та ScribeB (ПисецьА та ПисецьБ). ScribeA написав близько 1/3 твору (1939 рядків)при чому автор обривається на половині речення, друге ж дописує ScribeB. ScribeB дописав весь текст Беовульфа, та почав писати «Книгу Юдити», швидше за все обидва були християнинами. ScribeA був більш молодший за ScribeB,скоріше за все був учнем старшого наставника ScribeB,це помітно у способі написання, виправленні та ємності та кількості тексту на сторінках. Обидва знали про германську фольклориську форму писемності та загалом про фольклор германських та скандинавських племен. У Текстах багато позаємствувань слів та навіть написань з Давньоанглійських провінцій, таких як Нортумбрія та Уессекс. Наприклад багато слів де [eo] читаются як [io] можуть викликати проблему у розшифруванні новачків лінгвістів.

## Персонажі

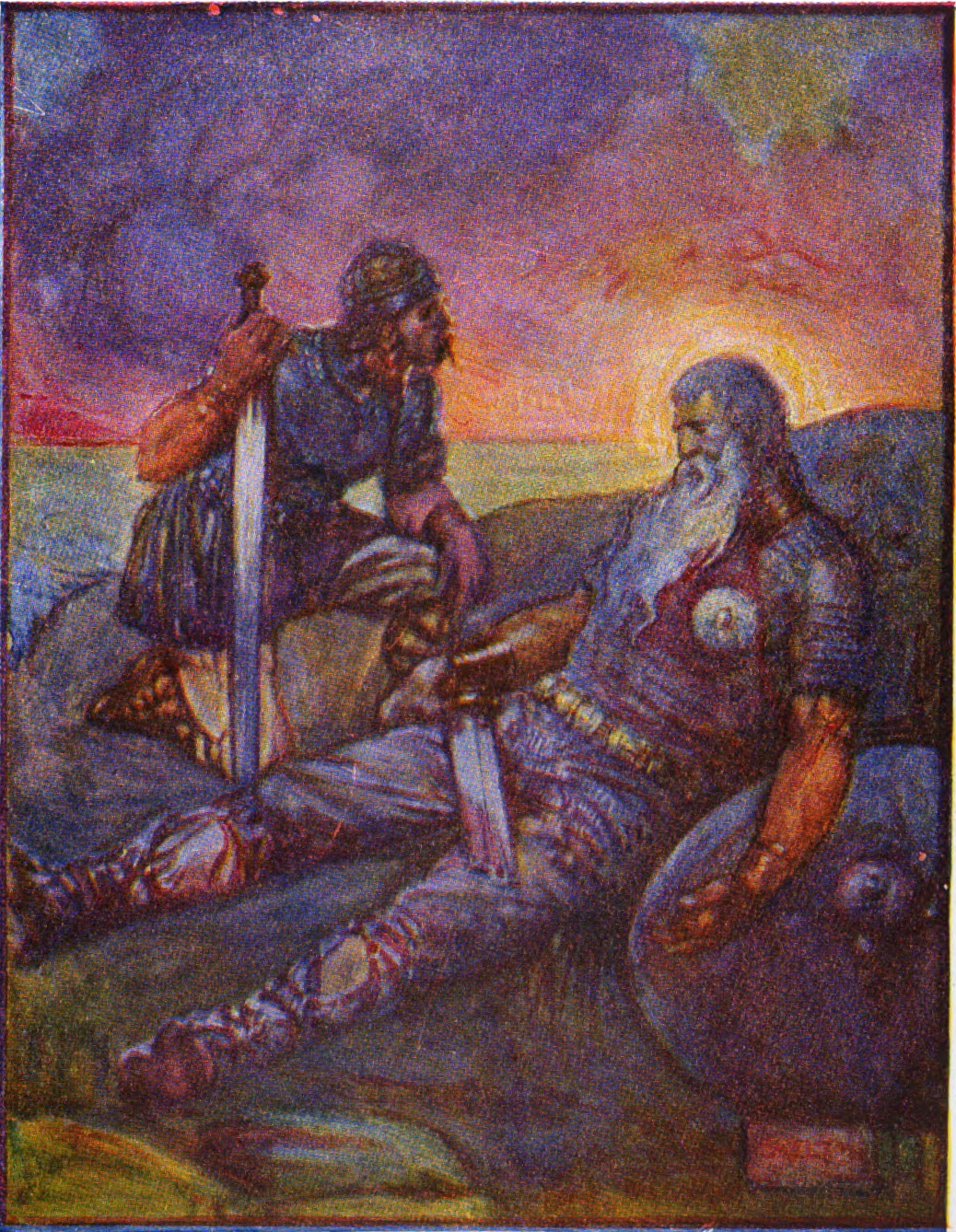
Віґлаф з Беовульфом після бою проти дракона. Ілюстрація Джозефа Реткліффа Скелтона, 1908 р.

### Геати
Беовульф — прибічник Гіґелака; визначний воїн; вирушає до Данії, щоб допомогти Гротґару подолати Ґренделя; також убиває матір Ґренделя; після смерті короля Гіґелака та його сина Геардреда править геатами протягом 50 років; у старості смертельно поранений під час бою з драконом.

Еджетеов — батько Беовульфа; одружився з Гретелевою дочкою; шурин Гіґелака; знайшов притулок у Гродґара (Данія), коли був вигнанцем.

Еовор — убив шведського короля Онґентеова; як нагороду, отримав дочку Гіґелака.

Геткін — син Гретеля; був випадково вбитий під час полювання своїм братом Геребеальдом; після смерті Гретеля разом з Гіґелаком став королем геатів; був убитий Онґентеовом у битві зі шведами.

Геребеальд — найстарший син Гретеля; вбив свого брата Геткіна під час полювання.

Гіґд — дружина Гіґелака.

Гіґелак — молодий король геатів; одружений з Гіґд; дядько Беовульфа і його владика; наймолодший з синів Гретеля; батько Геардреда; брат Геткіна та Геребеальда.

Гретель — батько Геребеальда, Геткіна, Гіґелака; одружив свою дочку з Еджетеовом; дід Беовульфа; король геатів.

Віґлаф — молодий воїн, що допоміг Беовульфу перемогти дракона.

### Дани
Беов — син Скільда Скевінґа; батько Геальфдене; після смерті Скільда став королем Данії; правив довго, адже користувався великою популярністю.

Ешер — найближчий друг і вірний радник Гротґара; мати Ґренделя забрала його разом із відрубаною рукою свого сина, як помсту за його смерть.

Геальфдене — син Беова; батько Геороґара, Гротґара, Гальґа та Ірсе, яка була одружена з Онелою (шведським королем).

Гротґар — син Геальфдене; побудував Георот (найбільшу з коли-небудь зведених медових зал); після смерті свого брата Геороґара став королем Данії; допоміг батьку Беовульфа; привітно прийняв Беовульфа, коли той приїхав забити Ґренделя; батько Гретріка, Гротмунда, Фреавару.

Скільд Скевінґ — батько Беова; дід Геальфдене; прадід Гротґара; ще один популярний король Данії, який також правив довгенько.

Унферт — придворний Гротґара; радісно зустрічає Беовульфа, але боїться битися з Ґренделевою матір'ю; позичає свій меч (Грантінґ) Беовульфу, щоб той убив мати Ґренделя.

Веальгтеов — королева; дружина Гротґара.

### Інші

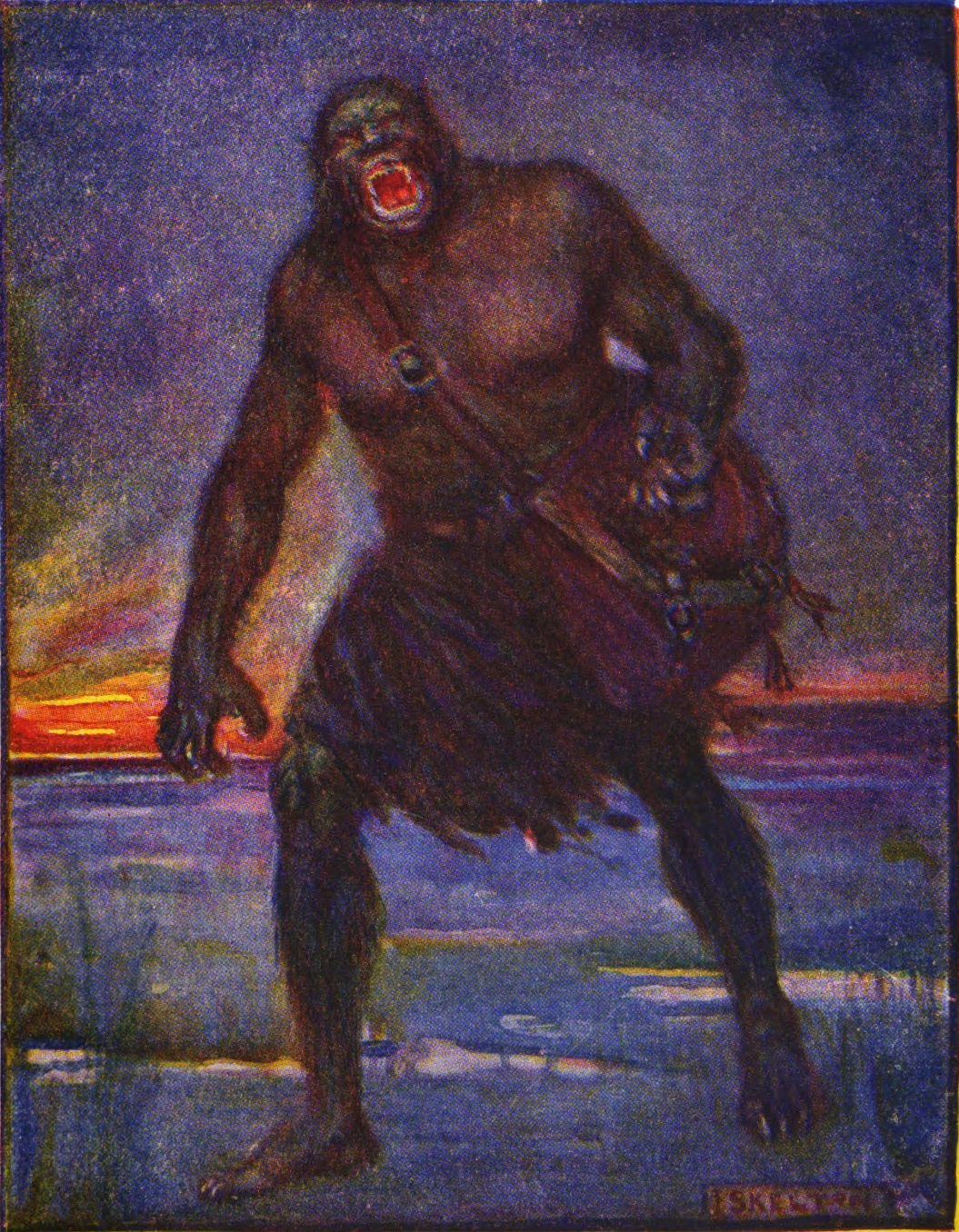
Ґрендель. Ілюстрація Джозефа Реткліффа Скелтона, 1908 р.

Даґреф — убив Гіґелака, Беовульфового владику; у свою чергу був убитий Беовульфом.
Фінн — у поемі приклад поганої вдачі; без попередження він напав на людей своєї дружини, вбивши при цьому її сина та брата. Він пізніше був убитий своїми ворогами, з якими уклав мирний договір.
Ґрендель — потвора, яка нападає на Георот, вбиваючи воїнів Гротґара; убитий Беовульфом.

Матір Ґренделя — ще одна потвора; хоче помститися Беовульфу за смерть свого сина; тікає з Геороту, коли бачить, що програє сутичку, але забирає з собою руку Ґренделя (яку вішає на стіні як нагадування про його посмертну поразку) та Ешера, близького друга та радника Гротґара.

Оффа — король анґлів, що не схотів емігрувати до теперішньої Англії, а залишився на європейському материку.

Онела — молодший син Онґентеова; одружився з Геальфденевою дочкою; після смерті свого старшого брата став королем Швеції; напав на геатів, щоб убити Геардреда і двох його племінників, що були спадкоємцями шведського трону; після повернення на батьківщину дозволив Беовульфу володарювати на геатській землі; був убитий Беовульфом під час нападу на Швецію племінника, якому вдалось врятуватись.

Онґентеов — шведський король, що вбив геатського короля Геткіна та Гретелового сина; був убитий Гіґелаком; батько Онела.

Зіґмунд — переміг дракона і здобув скарб.

Векстан — батько Віґлафа; вбив старшого племінника Онела під час геатського нападу на Швецію.

Вульфґар — шведський принц, що служив данському королю Гротґару.

## «Беовульф» у літературі
- Відомий американський прозаїк (і водночас професор середньовічної літератури) Джон Гарднер написав роман «Ґрендель», у якому події, з англосаксонського епосу про Беовульфа, переповідаються від імені потвори Ґренделя.[18]
- Джон Рональд Руел Толкін підтверджував, що «Беовульф» був найціннішим джерелом для його казки про Гобіта. Ці дві історії не є тотожними, однак, у них існують міцні паралелі у структурі сюжету, зокрема в епізоді з драконом.[19]

## Український переклад
- Автор невідомий. Беовульф. Переклад з давньоанглійської — Олена О'Лір  Львів: «Астролябія». 2014. 208 стор. ISBN 978-617-664-041-7 — перший український переклад поеми.